# Hoyt Yeatman
Hoyt Yeatman (* 23. Januar 1955 in San Francisco, Kalifornien) ist ein US-amerikanischer Filmregisseur, der für seine Arbeit als Visuell-Effekt-Spezialist einen Oscar erhielt. Er ist Absolvent der UCLA School of Theater, Film and Television.

## Leben und Arbeit
Hoyt Yeatman gab im Jahr 2009 als Regisseur sein Spielfilmdebüt mit der actiongeladenen Familienkomödie G-Force – Agenten mit Biss, der unter den Fittichen von Jerry Bruckheimer entstand und in dem erstmals die neue Disney-Digital-3-D-Technik in einem Realfilm angewandt wurde.
Yeatman gründete 1979 mit Abdi Sami zusammen die Dream Quest Images – ein bahnbrechendes Visuell-Effekt-Studio –, das für die Motion-Control- und Unterwasser-Effekte an dem Film Abyss – Abgrund des Todes (1989) verantwortlich war und wofür er 1990 einen Oscar bekam. Dream Quest wurde 1996 von der Walt Disney Company gekauft und 1999 in Disneys „The Secret Lab“ umbenannt. The Secret Lab schloss 2002 seine Pforten.
Als Visuell-Effekt-Künstler arbeitete er an vielen bekannten Filmen, so zum Beispiel an Die Fliege, welcher 1988 für den British Academy Film Award nominiert wurde oder Mein großer Freund Joe, der 1999 in der Kategorie Beste visuelle Effekte für einen Oscar nominiert wurde.
In seiner Eigenschaft als Visuell-Effekt-Spezialist drehte er mit Jerry Bruckheimer eine Reihe bekannter Filme, darunter The Rock – Fels der Entscheidung (1996), Con Air (1997) und Armageddon – Das jüngste Gericht (1998). Yeatman war 1988 unter der Regie von Jerry Kramer und Colin Chilvers an der Produktion von Moonwalker mit dem Popstar Michael Jackson beteiligt, der 1990 für den Saturn Award in der Kategorie „Beste Spezialeffekte“ nominiert wurde.
Hoyt Yeatman wird auch unter den Namen Hoyt H. Yeatman Jr., Hoyt Yeatman Jr. und Jr. Hoyt Yeatman im Abspann genannt.

## Filmografie
Regie
- 1994: Asteroid Adventure (Kurzfilm)
- 2009: G-Force – Agenten mit Biss (G-Force, als Hoyt H. Yeatman Jr.)

Visuelle Effekte
- 1977: Unheimliche Begegnung der dritten Art (Close Encounters of the Third Kind, Projekt Assistent)[2]
- 1979: Star Trek: Der Film (Star Trek: The Motion Picture, Photographic Effects Kamera)
- 1982: Blade Runner (Visual Displays: DQI)
- 1982: E.T. – Der Außerirdische (E.T.: The Extra-Terrestrial, Motion Control Photographer)
- 1982: Einer mit Herz (One from the Heart, Motion Control Photographer)
- 1983: Das Bombengeschäft (Deal of the Century, Motion Control Supervisor)
- 1983: Das fliegende Auge (Blue Thunder, Motion Control Supervisor)
- 1983: Die schrillen Vier auf Achse (Vacation, Matte Photographer: DQI)
- 1983: Twilight Zone, auch: Unheimliche Schattenlichter (Twilight Zone: The Movie, Matte Photographer: DQI)
- 1983: V (Fernsehfilm, Visual Effects)
- 1984: Angriff ist die beste Verteidigung (Best Defense, Miniature Photographer: DQI)
- 1984: Buckaroo Banzai – Die 8. Dimension (The Adventures of Buckaroo Banzai Across the 8th Dimension, Motion Control Supervisor)
- 1984: Gremlins – Kleine Monster (Gremlins, Matte Photographer: DQI)
- 1984: V – Die außerirdischen Besucher kommen (V: The Final Battle, Miniserie, die ersten 3 Folgen, Special Visual Effects)
- 1985: D.A.R.Y.L. – Der Außergewöhnliche (D.A.R.Y.L., Visual Effects)
- 1985: Das Model und der Schnüffler (Moonlighting, Pilot zur Fernsehserie, Visual Effects)
- 1985: Hilfe, die Amis kommen (European Vacation, Optische Spezialeffekte: DQI)
- 1985: Lanny dreht auf (Better Off Dead…, Special Optical Effects: DQI)
- 1985: Pee-wees irre Abenteuer (Pee-wee’s Big Adventure, Optische Spezialeffekte: DQI)
- 1985: Space (Miniserie, Optische Spezialeffekte: DQI)
- 1986: Die Fliege (The Fly, Leitung Visual Effects)
- 1986: House – Das Horrorhaus (House, Spezialeffekte: DQI)
- 1986: Nummer 5 lebt! (Short Circuit, Optische Spezialeffekte)
- 1987: House II – Das Unerwartete (House II: The Second Story) (Leitung Visual Effects)
- 1987: Nightmare III – Freddy Krueger lebt (A Nightmare on Elm Street 3: Dream Warriors, Special Visual Effects Supervisor)
- 1988: Der Blob (Leitung Visual Effects)
- 1988: Moonwalker (Special Visual Effects supervisor)
- 1988: Nightmare on Elm Street 4 (A Nightmare on Elm Street 4: The Dream Master, Optische Spezialeffekte: DQI)
- 1988: Spacecop L.A. 1991 (Alien Nation, Visual Effects)
- 1989: Abyss – Abgrund des Todes (The Abyss, Leitung Visual Effects: DQI)
- 1989: Die Schattenmacher (Fat Man and Little Boy, Spezialeffekte: DQI)
- 1989: Hilfe, es weihnachtet sehr (Christmas Vacation, Optische Spezialeffekte: DQI)[3]
- 1991: Freddy’s Finale – Nightmare on Elm Street 6 (Freddy’s Dead: The Final Nightmare, Leitung Visual Effects: DQI)[4]
- 1991: Grand Canyon – Im Herzen der Stadt (Grand Canyon, Leitung Visual Effects: DQI)
- 1992: Eiskalte Leidenschaft (Final Analysis, Leitung Visual Effects: DQI)
- 1995: Crimson Tide – In tiefster Gefahr (Crimson Tide, Leitung Visual Effects)[5]
- 1996: The Rock – Fels der Entscheidung (The Rock, Leitung Visual Effects)
- 1997: Con Air (Visual Effects: DQI)
- 1998: Armageddon – Das jüngste Gericht (Armageddon, Leitung Visual Effects: Zerstörungssequenz von Paris: DQI)
- 1998: Mein großer Freund Joe (Mighty Joe Young, Leitung Visual Effects)
- 1998: Octalus – Der Tod aus der Tiefe (Deep Rising, Visual Effects: DQI)[6]
- 2000: Mission to Mars (Mission to Mars, Leitung Visual Effects)
- 2001: Plötzlich Prinzessin (The Princess Diaries, Plate Supervisor)
- 2003: Kangaroo Jack (Leitung Visual Effects)
- 2005: Sky High – Diese Highschool hebt ab! (Sky High, Visual Effects Consultant)
- 2007: Underdog – Unbesiegt weil er fliegt (Underdog, Leitung Visual Effects)

Weitere Auftritte
- 1994–1996: Movie Magic (drei Folgen, als er selbst)
- 1995: The Making of ‘Crimson Tide’ (als er selbst)
- 1997: The Reality Trip (Fernsehfilm) (als er selbst)
- 2005: Fear of the Flesh: The Making of ‘The Fly’  (als er selbst)
- 2005: Ray Harryhausen: The Early Years Collection
- 2006: Ride with the Angels: Making of ‘Blue Thunder’

## Auszeichnungen
- 1988: Nominierung British Academy Film Award: Beste visuelle Effekte für Die Fliege
- 1988: Nominierung Saturn Award:Beste Spezialeffekte für Moonwalker
- 1990: Oscar in der Kategorie: Beste visuelle Effekte für Abyss – Abgrund des Todes
- 1999: Oscarnominierung für Mein großer Freund Joe